# Tỷ lệ trao đổi chất khi nghỉ ngơi

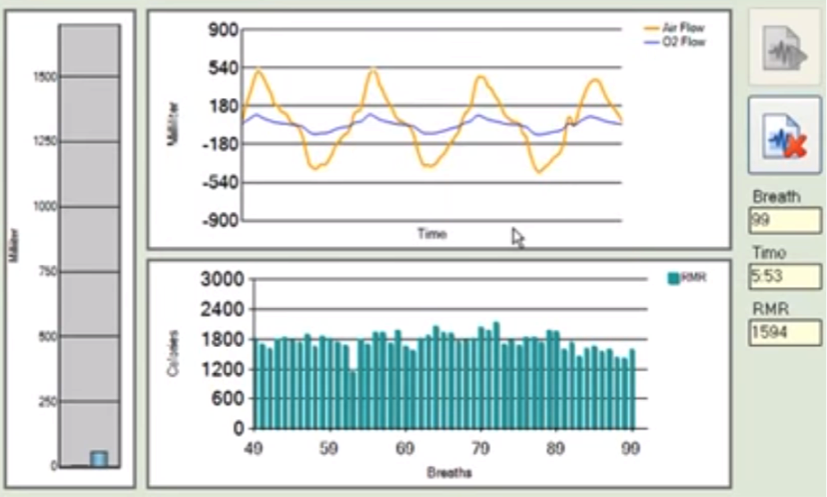
Phân tích về chỉ số RMR

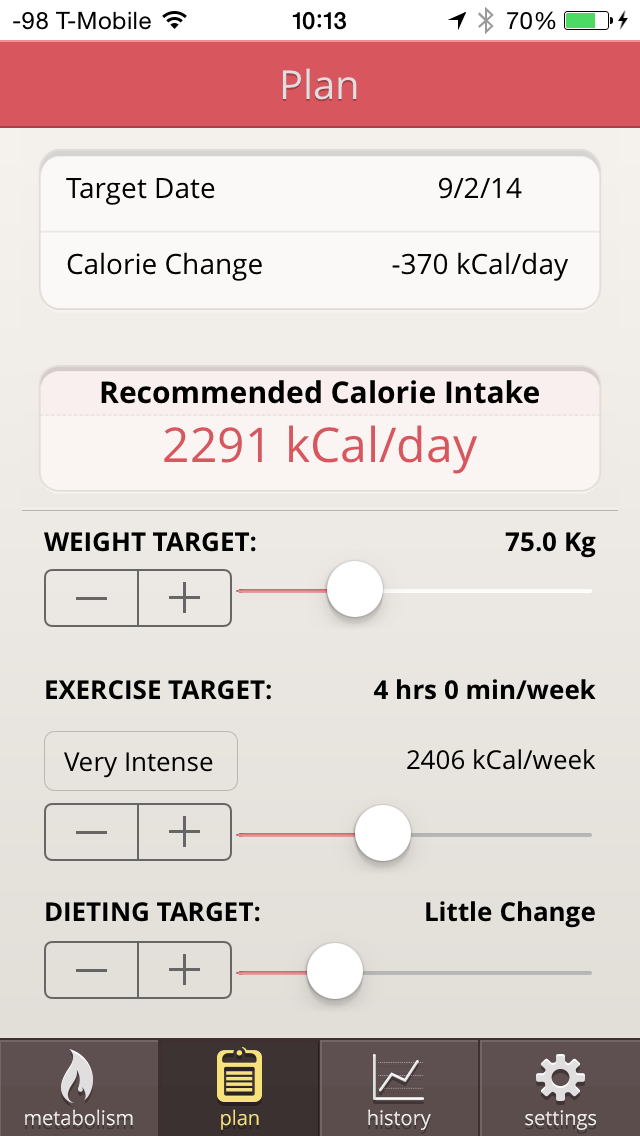
Một phân tích về chỉ số RMR

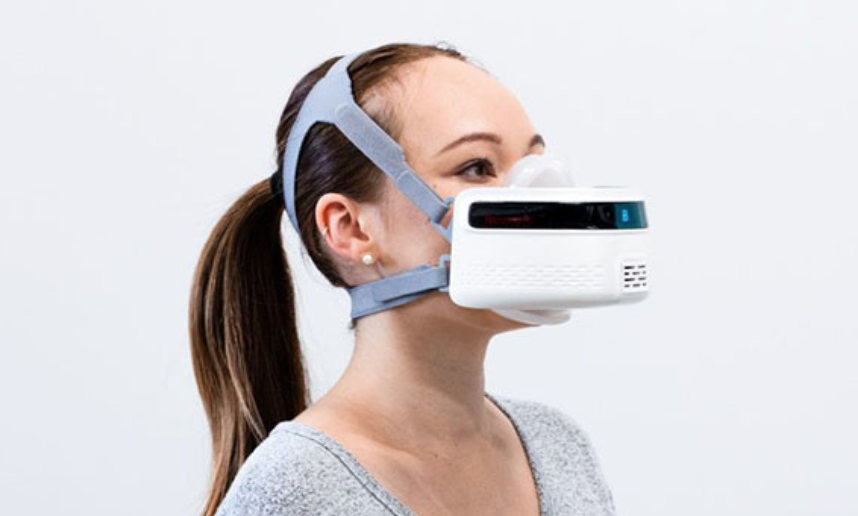
Đo tỷ lệ trao đổi chất thông qua dụng cụ hơi thở

Tỷ lệ trao đổi chất khi nghỉ ngơi (Resting metabolic rate) hay RMR là toàn bộ quá trình trao đổi chất của động vật có vú (và các động vật có xương sống khác) trong một khoảng thời gian nghỉ ngơi thật sự và ổn định được xác định bởi sự kết hợp của các giả định về cân bằng nội môi sinh lý và cân bằng sinh học. RMR khác với tỷ lệ trao đổi chất cơ bản (BMR) vì các phép đo BMR phải đạt được trạng thái cân bằng sinh lý hoàn toàn trong khi các điều kiện đo RMR có thể thay đổi và được xác định bởi các hạn chế theo ngữ cảnh. Do đó, BMR được đo ở trạng thái ổn định "hoàn hảo" khó nắm bắt, trong khi phép đo RMR dễ tiếp cận hơn và do đó, đại diện cho hầu hết, nếu không muốn nói là tất cả các phép đo hoặc ước tính về mức tiêu hao năng lượng hàng ngày. RMR là chỉ số thể hiện lượng calo được đốt cháy khi cơ thể đang trong trạng thái nghỉ ngơi hoàn toàn.

## Đại cương
Lượng calo gián tiếp là nghiên cứu hoặc ứng dụng lâm sàng về mối quan hệ giữa đo hô hấp và năng lượng sinh học, trong đó phép đo tỷ lệ tiêu thụ oxy, đôi khi là sản xuất carbon dioxide và ít thường xuyên hơn là định lượng giải phóng urê được chuyển đổi thành tỷ lệ tiêu hao năng lượng, được thể hiện dưới dạng tỷ lệ giữa i) năng lượng và ii) khung thời gian của phép đo, chẵng hạn như sau khi phân tích lượng oxy tiêu thụ của một đối tượng là con người, nếu ước tính 5,5 kilocalorie năng lượng trong phép đo 5 phút từ một người đang nghỉ ngơi, thì tỷ lệ trao đổi chất khi nghỉ ngơi bằng = tỷ lệ 1,1 kcal/phút. Không giống như một số phép đo liên quan, bản thân RMR không được tham chiếu đến khối lượng cơ thể và không liên quan đến mật độ năng lượng của quá trình trao đổi chất. Một phương pháp điều trị toàn diện các yếu tố gây nhiễu trong phép đo BMR đã được Giáo sư Kỹ thuật Frank B Sanborn chứng minh từ năm 1922 tại Massachusetts, trong đó mô tả về tác động của thức ăn, tư thế, giấc ngủ, hoạt động cơ và cảm xúc cung cấp tiêu chí để tách BMR khỏi RMR. 
Việc tăng tỷ lệ trao đổi chất khi nghỉ ngơi (RMR) là một chiến lược hữu hiệu trong quá trình giảm cân. Luyện tập sức mạnh là một trong những cách hiệu quả nhất để tăng RMR vì mô cơ đốt cháy nhiều calo hơn mỡ, ngay cả khi không hoạt động. Kết hợp các bài tập sức bền như nâng tạ, bài tập trọng lượng cơ thể (bài tập thể trọng) hoặc bài tập với dây kháng lực vào thói quen tập luyện có thể giúp tăng khối lượng cơ bắp từ đó sẽ tăng RMR của bản thân. Việc duy trì hoạt động trong suốt cả ngày cũng có thể giúp tăng RMR, các hoạt động như đi bộ, đứng, leo cầu thang góp phần vào tổng năng lượng tiêu thụ hàng ngày, giúp ngăn chặn quá trình trao đổi chất chậm lại trong thời gian không hoạt động. Tiêu thụ đủ protein (đưa nguồn protein nạc vào mỗi bữa ăn như thịt gà, cá, đậu phụ hoặc các loại đậu) có thể giúp duy trì khối lượng cơ trong quá trình giảm cân, ngăn ngừa tình trạng giảm RMR thường đi kèm với chế độ ăn kiêng. Protein có tác dụng nhiệt gọi là hiệu ứng nhiệt của thực phẩm (TEF) cao hơn so với carbohydrate và chất béo vậy nên cơ thể sẽ đốt cháy nhiều calo hơn khi tiêu hóa và xử lí protein.